# Gauliga Mittelrhein 1940/41
Die Gauliga Mittelrhein 1940/41 war die achte und letzte Spielzeit der Gauliga Mittelrhein des Deutschen Fußball-Bundes. Die Gauliga wurde in dieser Saison wieder auf eine Gruppe mit zehn Mannschaften, die im Rundenturnier gegeneinander spielten, verkleinert. Am Ende setzte sich der VfL Köln 1899 durch und wurde zum ersten Mal Gaumeister. Dadurch qualifizierten sich die Kölner für die deutsche Fußballmeisterschaft 1940/41, bei der sie in einer Gruppe mit Kickers Offenbach, der TuS Helene Altenessen und dem FC Mühlhausen 93 den ersten Platz erreichten und ins Halbfinale einzogen. Dort verlor Köln gegen Schalke 04 in Dresden mit 1:4. Auch das Spiel um Platz 3 gegen den Dresdner SC ging mit demselben Ergebnis verloren.
Dies war die letzte Spielzeit der Gauliga Mittelrhein. Kriegsbedingt wurde sie durch die Gauliga Köln-Aachen und die Gauliga Moselland ersetzt.

## Abschlusstabelle
| Pl. | Verein              | Sp. | S  | U | N  | Tore    | Quote | Punkte |
| --- | ------------------- | --- | -- | - | -- | ------- | ----- | ------ |
| 1.  | VfL Köln 1899       | 18  | 14 | 1 | 3  | 097:270 | 3,59  | 29:70  |
| 2.  | VfR Köln 04 rrh.    | 18  | 10 | 3 | 5  | 050:340 | 1,47  | 23:13  |
| 3.  | Mülheimer SV 06 (M) | 18  | 10 | 3 | 5  | 045:440 | 1,02  | 23:13  |
| 4.  | SG Düren 99         | 18  | 9  | 3 | 6  | 046:390 | 1,18  | 21:15  |
| 5.  | SSV Troisdorf 05    | 18  | 9  | 1 | 8  | 062:400 | 1,55  | 19:17  |
| 6.  | SpVgg Sülz 07       | 18  | 8  | 3 | 7  | 040:380 | 1,05  | 19:17  |
| 7.  | Bonner FV 01        | 18  | 4  | 5 | 9  | 036:430 | 0,84  | 13:23  |
| 8.  | TuRa Bonn           | 18  | 4  | 4 | 10 | 036:530 | 0,68  | 12:24  |
| 9.  | Spvgg Andernach     | 18  | 4  | 4 | 10 | 029:660 | 0,44  | 12:24  |
| 10. | SV Beuel 06         | 18  | 3  | 3 | 12 | 027:840 | 0,32  | 09:27  |

| (M) | Titelverteidiger |

## Aufstiegsrunde

### Gruppe A
| Platz | Verein              | Spiele | Tore  | Quote | Punkte |
| ----- | ------------------- | ------ | ----- | ----- | ------ |
| 1.    | SV Victoria Köln    | 6      | 31:80 | 3,88  | 10:20  |
| 2.    | Alemannia Mariadorf | 6      | 24:10 | 2,40  | 08:40  |
| 3.    | 1. FC Spich         | 6      | 15:29 | 0,52  | 05:70  |
| 4.    | SC Betzdorf         | 6      | 08:31 | 0,26  | 01:11  |

### Gruppe B
| Platz | Verein              | Spiele | Tore  | Quote | Punkte |
| ----- | ------------------- | ------ | ----- | ----- | ------ |
| 1.    | TuS Neuendorf       | 4      | 12:70 | 1,71  | 6:2    |
| 2.    | Eintracht Kreuznach | 4      | 14:10 | 1,40  | 4:4    |
| 3.    | Eintracht Trier     | 4      | 07:16 | 0,44  | 2:6    |